# کیوگوکو، هوکایدو
کیوگوکو، هوکایدو (به لاتین: Kyōgoku, Hokkaido) یک منطقهٔ مسکونی در ژاپن است که در Shiribeshi Subprefecture واقع شده‌است. کیوگوکو  ۳٬۴۴۱ نفر جمعیت دارد.